# 9821 Gitakresáková
(9821) Gitakresakova, denumire internațională (9821) Gitakresáková, este un asteroid din centura principală de asteroizi.

## Descriere
9821 Gitakresáková este un asteroid din centura principală de asteroizi. A fost descoperit pe 26 martie 1971 la Observatorul Palomar de Cornelis Johannes van Houten, Ingrid van Houten-Groeneveld și Tom Gehrels. Asteroidul prezintă o orbită caracterizată de o semiaxă mare de 2,38 ua, o excentricitate de 0,13 și o înclinație de 5,3° în raport cu ecliptica.